# C. J. Hambros plass
Der C. J. Hambros plass ist ein Platz im zentral gelegenen Stadtteil St. Hanshaugen in der norwegischen Hauptstadt Oslo.

## Lage

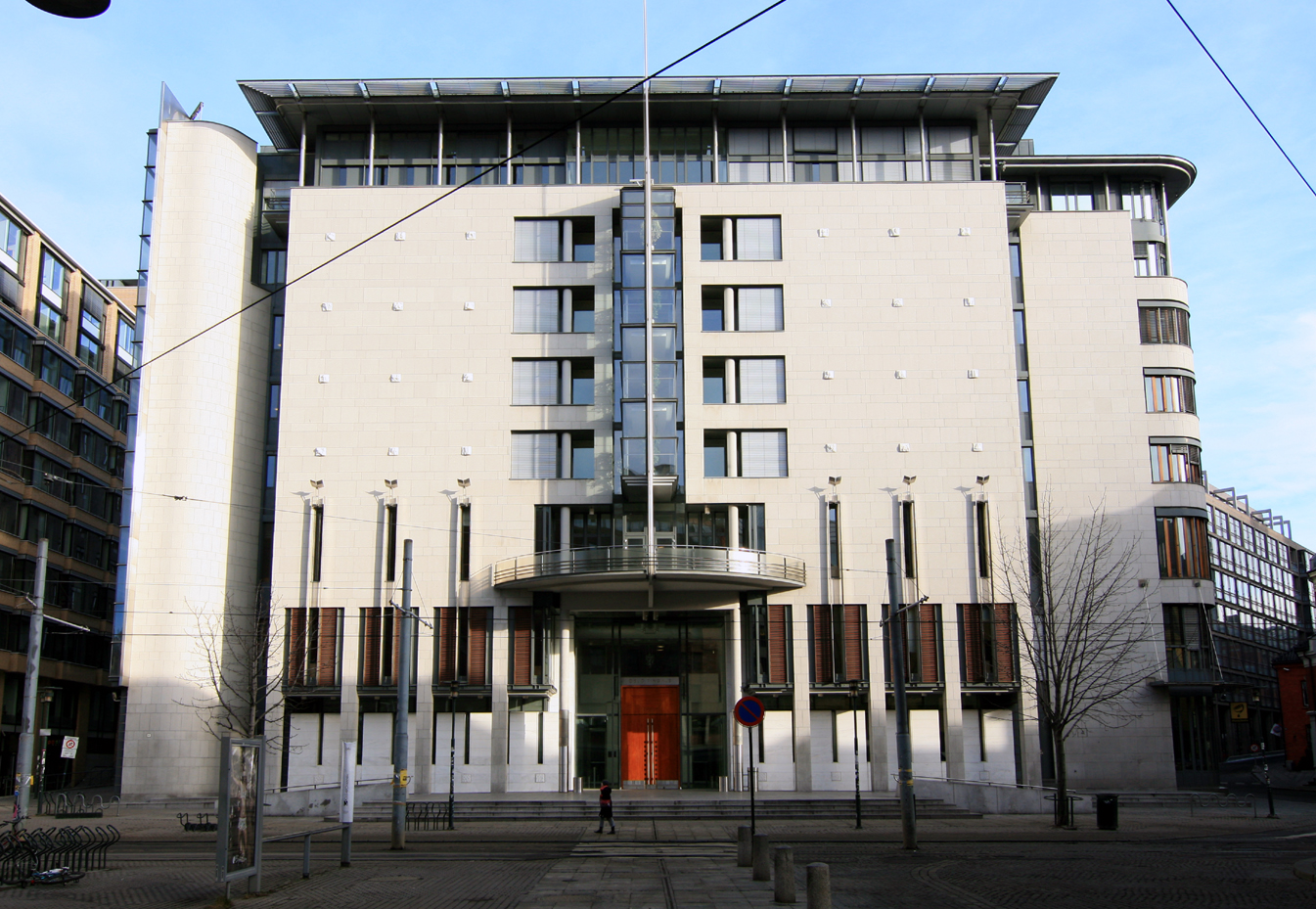
Das Gerichtsgebäude Oslo tinghus

Auf den Platz führt aus dem Südwesten die Rosenkrantz’ gate, aus dem Süden die Straße Pilestredet, aus dem Südosten die Apotekergata, aus dem Osten die Teatergata sowie aus dem Nordwesten die Kristian Augusts gate zu. Die Rosenkrantz’ gate führt vom C. J. Hambros plass in den Südwesten zur Prachtstraße Karl Johans gate, dem Gebäude des Nationalparlaments Storting und weiter bis zum Rathausplatz am Oslofjord.
Am C. J. Hambros plass liegt das Thon Hotel Rosenkrantz sowie das Gerichtsgebäude Oslo tinghus, in dem das Osloer Bezirksgericht Oslo tingrett untergebracht ist. Am Platz angesiedelt ist auch der Pub Herr Nilsen, der als Lokal für Jazzkonzerte bekannt wurde. Im gleichen Gebäude untergebracht ist der London Pub, der 1979 eröffnet und ein vor allem bei Homosexuellen beliebter Treffpunkt wurde.

## Geschichte
Von 1898 bis 1966 hieß der Platz Rosenkrantz’ plass. Im Jahr 1966 wurde der Platz im Andenken an den früheren Stortingspräsidenten Carl Joachim Hambro von der konservativen Partei Høyre in „C. J. Hambros plass“ umbenannt. In den 1990er-Jahren kam es zu größeren Umbauten rund um den Platz, bei der unter anderem die S-Bahn-Spuren an eine andere Stelle verlegt wurden. Im Jahr 1990 eröffnete eine Tiefgarage am Platz. Auf der Ostseite des Platzes wurden in der Zeit Hochhäuser errichtet. Erbaut wurden unter anderem vier Bürogebäude sowie das Gerichtsgebäude Oslo tinghus.
In der Nacht auf den 25. Juni 2022 kam es im London Pub und dessen Umgebung zu einer Schießerei, bei der zwei Menschen starben und weitere verletzt wurden. An diesem Tag hätte die Prideparade in der Stadt stattfinden sollen. Die Polizei begann die Schießerei als Terrorakt zu behandeln.